# Lothar Späth
Lothar Späth, né le 16 novembre 1937 à Sigmaringen et mort le 18 mars 2016 à Stuttgart, est un homme politique allemand membre de l'Union chrétienne-démocrate d'Allemagne (CDU).
Il est élu député au Landtag du Bade-Wurtemberg en 1968, et prend quatre ans plus tard la présidence du groupe parlementaire chrétien-démocrate. En 1978, il est nommé ministre de l'Intérieur, puis est investi ministre-président six mois plus tard, à la suite de la démission de Hans Filbinger. Porté à la présidence de la CDU régionale en 1979, il assure la domination du parti sur le Land en conservant, lors des élections de 1980, 1984 et 1988, le maintien de la majorité absolue conquise en 1972. Son action est marquée par le développement économique de la région, ce qui lui vaut le surnom de « grand contributeur ». Il démissionne en 1991, impliqué dans un scandale financier, et rejoint le secteur privé. En 2002, il est ministre de l'Économie dans le cabinet fantôme d'Edmund Stoiber.

## Formation et carrière
Après une formation à l'école nationale d'administration publique de Stuttgart, il devient conseiller financier de la ville de Bietigheim-Bissingen en 1965, et occupe ce poste pendant deux ans. En 1970, il est nommé directeur général de la société immobilière Neuen Heimat (« nouvelle maison ») à Hambourg et Stuttgart, un emploi qu'il conserve jusqu'en 1974, et membre du conseil d'administration de C. Baresel, une entreprise de travaux publics de Stuttgart, où il siège pendant sept ans.
Il est désigné en 1991 comme directeur général de Jenoptik GmbH à Iéna, issue d'une ancienne société nationale est-allemande et dont il assure l'introduction en Bourse le 16 juin 1998 sous le nom de Jenoptik AG. À l'époque, la société, avec 2 000 salariés, compte 28 000 employés de moins qu'en 1990. Élu à la présidence de la chambre de commerce et d'industrie de Thuringe Est en avril 1996, il anime un talk show sur n-tv, baptisé Späth am Abend, de 1997 à 2001.
Il quitte le conseil d'administration de Jenoptik AG en juin 2003 dans des conditions obscures, sans savoir si ce départ est volontaire ou dicté par la crainte de la révélation d'erreurs lors de l'introduction en Bourse. En mai 2005, il devient président de Merril Lynch pour l'Allemagne et l'Autriche, ainsi que président du conseil de surveillance de la société d'édition Verlagsgruppe Georg von Holtzbrinck. Il est élu président du conseil de surveillance de J&M Management Consulting AG et de la société Herrenknecht  en juillet 2007.

## Parcours politique

### Au sein de la CDU
Il adhère à la CDU en 1967.
En 1979, il est élu président de l'Union chrétienne-démocrate d'Allemagne (CDU) dans le Bade-Wurtemberg, fondée huit ans plus tôt, en remplacement de Hans Filbinger, son premier président. Désigné vice-président fédéral du parti en 1981, il renonce à ce poste huit ans plus tard, puis démissionne de la présidence régionale en 1991. Il est depuis président d'honneur de la CDU régionale, aux côtés de Filbinger jusqu'à son décès en 2007.

### Les débuts institutionnels
Il est nommé adjoint au maire et maire suppléant de Bietigheim-Bissingen en 1967, puis est élu député au Landtag du Bade-Wurtemberg l'année suivante. Il quitte ses fonctions locales en 1970, prend en 1972 la présidence du groupe CDU, qui détient désormais la majorité absolue des sièges, et entre au gouvernement en 1978 comme ministre de l'Intérieur, après avoir refusé plusieurs propositions de portefeuilles faites par Hans Filbinger.

### Ministre-président (1978 - 1991)

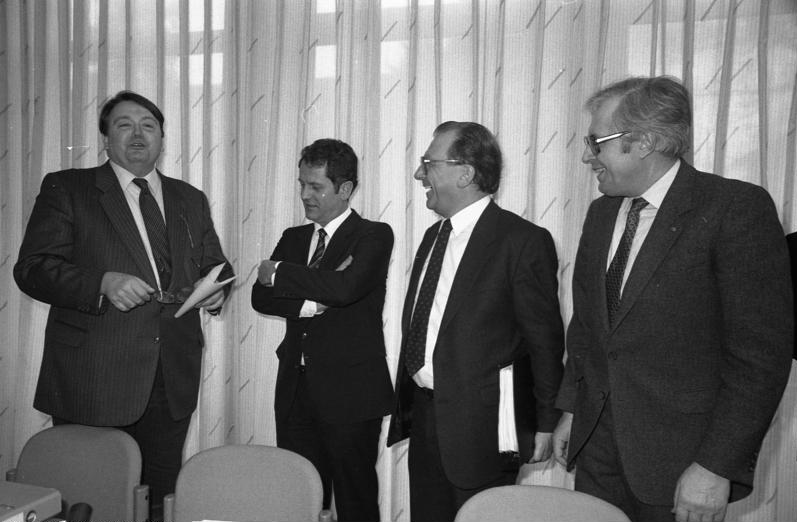
G. à d. : Holger Börner, Uwe Barschel, Lothar Späth et Bernhard Vogel à la conférence des ministres-présidents en 1983.

Quand le rôle de Filbinger dans une condamnation à mort dans la Kriegsmarine au cours de la Seconde Guerre mondiale est connu, il démissionne et Lothar Späth est désigné, contre le maire de Stuttgart, Manfred Rommel, par le groupe CDU pour lui succéder. Le 30 août 1978, il est investi ministre-président par le Landtag.
Candidat à sa succession aux élections de 1980, il s'impose avec 53,4 % des voix et 68 députés sur 124, conservant ainsi la majorité absolue acquise par les chrétiens-démocrates huit ans plus tôt. En 1984, il assure le maintien de la domination de la CDU sur le Land en obtenant 51,9 % des suffrages et 68 sièges sur 126, tout comme en 1988, lorsqu'il recueille 49 % des voix et 66 élus sur 125.
Son action en faveur du développement économique du Bade-Wurtemberg, souvent cité en modèle de succès économique, lui vaut le surnom de « grand contributeur ».
Il démissionne le 13 janvier 1991, compromis dans l'affaire « du bateau de luxe » (Traumschiff-Affäre). Le journal Der Spiegel révèle en effet qu'il reçoit des cadeaux, tels des vacances tous frais payés dans les Caraïbes ou des croisières de luxe, de la part de société comme Daimler-Benz ou BASF, en échange de son lobbying en faveur de ces entreprises lors de ses voyages en Chine ou en Allemagne de l'Est.
En sa qualité de chef de gouvernement régional, il occupe la présidence tournante du Bundesrat du 1er novembre 1984 au 31 octobre 1985.

### Retraite

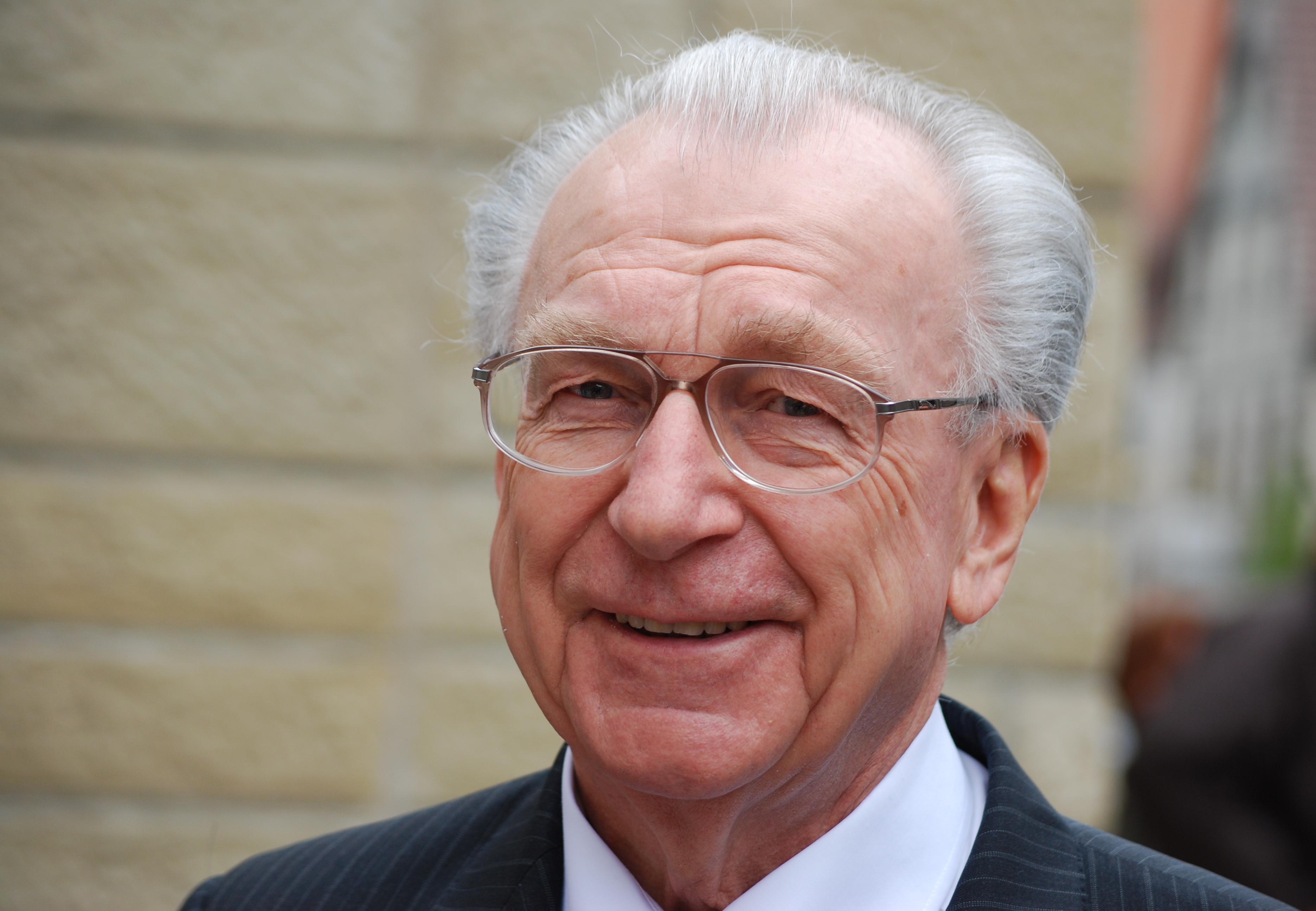
Lothar Späth en 2011.

Remplacé à la tête du Bade-Wurtemberg par le président du groupe CDU, Erwin Teufel, il démissionne le 30 juin 1991 de son mandat de député au Landtag, et se retire de la vie politique. Il y fait brièvement son retour lors des élections fédérales de 2002, en participant au cabinet fantôme d'Edmund Stoiber, candidat à la chancellerie de la CDU/CSU, au poste de ministre fédéral de l'Économie.